# Волошин Лаврентій Іванович
Лаврентій Іванович Волошин (нар. 10 серпня 1897, Березань, — пом. 11 грудня 1944) — український і радянський військовий розвідник і воєначальник, полковник (16.8.1938). Герой Радянського Союзу (28.04.1945).

## Біографія
Народився в сім'ї робітників. У 1916 році був призваний до Російської імператорської армії. Служив у 9-му запасному кавалерійському полку: рядовий, взводний унтерофіцер. У лютому 1917 року демобілізований.
До Червоної армії був мобілізований у лютому 1920 року. Воював у Громадянській війні командиром взводу окремого кавалерійського дивізіону при штабі 14-ї армії, начальником кавалерійського загону Південно-Західного фронту з ліквідації бандитизму, з червня 1920 року — командиром взводу ударного кавалерійського ескадрону 14-ї армії на Південно-Західному фронті, з листопада — начальником команди охорони поїзда Реввійськради 14-ї армії. Учасник бойових дій проти антирадянських формувань у районі Одеси, Тирасполя і на Правобережній Україні, проти військ генерала А. І. Денікіна та польської армії. За бойові відзнаки у Громадянській війні був нагороджений орденом Червоного Прапора 1928 року, до 10-річчя Червоної Армії. У грудні 1920 року направлений на навчання.
У 1922 році закінчив Омську вищу військову школу Сибіру. З квітня 1922 року — командир ескадрону 28-го кавалерійського полку 4-ї Сибірської окремої кавалерійської бригади, у складі якого в Забайкаллі воював проти залишків військ генерала Р. фон Унгерна-Штернберга. З грудня 1922 року — курсовий командир 3-ї Самарської кавалерійської школи, з вересня 1924 — курсовий командир Об'єднаної Київської військової школи імені С. С. Каменєва. З вересня 1927 року помічник командира, з листопада 1929 — командир ескадрону в Українській кавалерійській школі імені С. М. Будьонного. З квітня 1931 по квітень 1932 року — начальник штабу 2-го кавалерійського полку 1-ї кавалерійської дивізії в Українському військовому окрузі. Потім — на навчанні. Член ВКП(б) з 1928 року.
Закінчив Військову академію ім. М. В. Фрунзе (1936). З квітня 1936 року служив начальником курсів військових перекладачів при розвідувальному управлінні штабу Закавказького військового округу. З листопада 1938 року — начальник 4-го (розвідувального) відділу штабу армійської кавалерійської групи військ Київського Особливого військового округу. У вересні 1939 року брав участь у радянському вторгненні до Польщі. Восени 1939 року переведений у відділ спецзавдань Генерального штабу РСЧА, і з грудня 1939 до початку 1943 року перебував у тривалому урядовому відрядженні в Китаї. Радянський Союз на той час був зацікавлений у єдності Китаю перед обличчям японської агресії, а тому надавав допомогу уряду Чан Кайші у боротьбі з сепаратистськими рухами. Зокрема, полковник Волошин працював проти уйгурських сепаратистів і брав участь у бойових діях у Східному Туркестані на боці китайських урядових військ. За успішне виконання завдання нагороджений орденом Червоної Зірки та китайським орденом[яким?].
Учасник німецько-радянської війни з липня 1943 року. Заступник начальника розвідувального відділу Брянського та 2-го Прибалтійського (з жовтня 1943) фронтів із липня 1943 по вересень 1944 року. Брав участь у підготовці та проведенні Брянської, Ленінградсько-Новгородської, Режицько-Двінської та Мадонської наступальних операцій. Потім був спрямований на 2-й Український фронт і 30 жовтня 1944 року прийняв командування 316-ю стрілецькою дивізією.
Командир 316-ї стрілецької Темрюцької Червонопрапорної дивізії 23-го стрілецького корпусу 46-ї армії 2-го Українського фронту полковник Л. І. Волошин відзначився в Будапештській наступальній операції. 21 листопада 1944 року 316-та стрілецька дивізія під його командуванням з важкими боями форсувала рукав Дуная Чепелі Дунаг (Шорокшарський Дунай), захопила плацдарм на південь від Будапешта й успішно продовжувала наступати на Будапешт. 25 листопада частини дивізії прорвалися до міських околиць. 30 листопада Волошин отримав наказ готуватися до форсування річки Дунай південніше Будапешта. Виконуючи наказ, полковник Волошин особисто вибирав найзручніші місця на березі Дунаю для початку форсування і вивчав вогневі точки супротивника на протилежному березі, підходячи аж до урізу води, водночас багаторазово потрапляв під артилерійсько-мінометний обстріл, промокнув під крижаною грудневою водою і сильно застудився. У день початку наступу, 5 грудня того ж року, його 316-та стрілецька дивізія успішно формувала Дунай і, захопивши плацдарм, завдала противнику великої шкоди. У цих боях дивізія знищила і поранила до 4000 тисяч німецьких і угорських солдатів, знищила 15 танків і самохідних гармат, 56 артилерійських знарядь, 18 мінометів і 80 кулеметів, захопила близько 1000 полонених. Під час боїв Лаврентій Іванович Волошин, який відмовився від направлення до шпиталю, тяжко захворів, його доправили у важкому стані до шпиталю, де він помер 11 грудня 1944 року.
Похований у братській могилі радянських воїнів у Центральному парку міста Чернівці.
Указом Президії Верховної Ради СРСР від 28 квітня 1945 року полковнику Лаврентію Івановичу Волошину «за успішне виконання бойових завдань командування на фронті боротьби з німецькими загарбниками та виявлені при цьому відвагу та геройство» присвоєно звання Героя Радянського Союзу посмертно.

## Нагороди
- Орден Леніна (28.04.1945, посмертно)
- Два ордени Червоного Прапора (23.02.1928, 3.11.1944)
- Орден Червоної Зірки (27.10.1943[3])
- Медаль «XX років Робітничо-Селянській Червоній Армії» (22.02.1938)
- Китайський орден

## Пам'ять
14 листопада 1985 року Березанській середній загальноосвітній школі № 3 Баришівського району Київської області було присвоєно найменування «імені Героя Радянського Союзу Л. І. Волошина».